# Фессон-сюр-Ізер
Фессо́н-сюр-Ізе́р (фр. Feissons-sur-Isère) — колишній муніципалітет у Франції, у регіоні Овернь-Рона-Альпи, департамент Савоя. Населення — 590 осіб (2011).
Муніципалітет був розташований на відстані близько 480 км на південний схід від Парижа, 130 км на схід від Ліона, 45 км на схід від Шамбері.

## Історія
До 2015 року муніципалітет перебував у складі регіону Рона-Альпи. Від 1 січня 2016 року належав до нового об'єднаного регіону Овернь-Рона-Альпи.
1 січня 2019 року Фессон-сюр-Ізер і Боннваль було приєднано до муніципалітету Ла-Лешер.

## Демографія
Динаміка населення (INSEE ):
Розподіл населення за віком та статтю (2006):
| Стать | Всього | До 15 років | 15-24 | 25-44 | 45-64 | 65-85 | Понад 85 |
| --- | ------ | ----------- | ----- | ----- | ----- | ----- | -------- |
| Чоловіки | 256    | 56          | 16    | 92    | 52    | 40    | 0        |
| Жінки | 280    | 64          | 16    | 80    | 64    | 52    | 4        |
| \| Статево-вікова піраміда \| Статево-вікова піраміда \| Статево-вікова піраміда \| \| ----------------------- \| ----------------------- \| ----------------------- \| \| Чоловіки \| Вік \| Жінки \| \| 0 \| 85 + \| 4 \| \| 4 \| 80-84 \| 4 \| \| 12 \| 75-79 \| 16 \| \| 4 \| 70-74 \| 12 \| \| 20 \| 65-69 \| 20 \| \| 20 \| 60-64 \| 20 \| \| 16 \| 55-59 \| 16 \| \| 8 \| 50-54 \| 20 \| \| 8 \| 45-49 \| 8 \| \| 12 \| 40-44 \| 12 \| \| 44 \| 35-39 \| 20 \| \| 20 \| 30-34 \| 40 \| \| 16 \| 25-29 \| 8 \| \| 8 \| 20-24 \| 0 \| \| 8 \| 15-20 \| 16 \| \| 24 \| 10-14 \| 28 \| \| 16 \| 5-9 \| 20 \| \| 16 \| 0-4 \| 16 \| |        |             |       |       |       |       |          |
| Статево-вікова піраміда |        |             |       |       |       |       |          |
| Чоловіки | Вік    | Жінки       |       |       |       |       |          |
| 0 | 85 +   | 4           |       |       |       |       |          |
| 4 | 80-84  | 4           |       |       |       |       |          |
| 12 | 75-79  | 16          |       |       |       |       |          |
| 4 | 70-74  | 12          |       |       |       |       |          |
| 20 | 65-69  | 20          |       |       |       |       |          |
| 20 | 60-64  | 20          |       |       |       |       |          |
| 16 | 55-59  | 16          |       |       |       |       |          |
| 8 | 50-54  | 20          |       |       |       |       |          |
| 8 | 45-49  | 8           |       |       |       |       |          |
| 12 | 40-44  | 12          |       |       |       |       |          |
| 44 | 35-39  | 20          |       |       |       |       |          |
| 20 | 30-34  | 40          |       |       |       |       |          |
| 16 | 25-29  | 8           |       |       |       |       |          |
| 8 | 20-24  | 0           |       |       |       |       |          |
| 8 | 15-20  | 16          |       |       |       |       |          |
| 24 | 10-14  | 28          |       |       |       |       |          |
| 16 | 5-9    | 20          |       |       |       |       |          |
| 16 | 0-4    | 16          |       |       |       |       |          |

## Економіка
2010 року серед 370 осіб працездатного віку (15—64 років) 282 були активними, 88 — неактивними (показник активності 76,2%, у 1999 році було 70,0%). З 282 активних мешканців працювало 268 осіб (147 чоловіків та 121 жінка), безробітними було 14 (5 чоловіків та 9 жінок). Серед 88 неактивних 38 осіб було учнями чи студентами, 26 — пенсіонерами, 24 були неактивними з інших причин.

У 2010 році в муніципалітеті числилось 248 оподаткованих домогосподарств, у яких проживали 621,0 особи, медіана доходів виносила 17 452 євро на одного особоспоживача